# Antonio Roig
Antonio Roig (* 9. März 1975) ist ein ehemaliger spanischer Eishockeyspieler, der in seiner aktiven Zeit an mehreren Weltmeisterschaften für die spanische Nationalmannschaft teilgenommen hat. 

## Karriere
Antonio Roig spielte von 2001 bis 2010 für den FC Barcelona in der spanischen Superliga. In diesem Zeitraum gewann er mit den Katalanen in den Spielzeiten 2001/02 und 2008/09 die nationale Meisterschaft und erreichte in den Jahren 2002, 2003 und 2008 mit den Katalanen das Finale um den nationalen Pokalwettbewerb, die Copa del Rey, in dem er mit seiner Mannschaft jedoch jeweils unterlag. Auf europäischer Ebene trat der Nationalspieler 2003, 2004 und 2009 mit dem FCB beim IIHF Continental Cup an, schied mit seiner Mannschaft jedoch jeweils bereits in der ersten bzw. zweiten Runde aus. 

### International
Für Spanien nahm Roig im Juniorenbereich an den U18-Junioren-B-Europameisterschaften 1992 und 1993 sowie den U20-Junioren-C-Weltmeisterschaften 1994 und 1995 teil. Im Seniorenbereich stand er im Aufgebot seines Landes bei den D-Weltmeisterschaften 1997 und 1999 sowie der C-Weltmeisterschaft 2003. 

## Erfolge und Auszeichnungen
- 2002 Spanischer Meister mit dem FC Barcelona
- 2002 2. Platz in der Copa del Rey mit dem FC Barcelona
- 2003 2. Platz in der Copa del Rey mit dem FC Barcelona
- 2008 2. Platz in der Copa del Rey mit dem FC Barcelona
- 2009 Spanischer Meister mit dem FC Barcelona

### International
- 1999 Aufstieg in die C-Weltmeisterschaft bei der D-Weltmeisterschaft